# Darth Maul
Darth Maul, later enkel Maul, is een personage uit de Star Wars-saga. Hij komt voor in Star Wars: Episode I: The Phantom Menace, Solo: A Star Wars Story en in de animatieseries Star Wars: The Clone Wars en Star Wars Rebels. Hij wordt gespeeld door de martial-artsspecialist Ray Park en de stem wordt vertolkt door Peter Serafinowicz. Maul is gekleed in een zwart, lang gewaad met een kap. Bij sommige duels trekt hij dit gewaad uit, zodat hij niet gehinderd wordt in het gevecht. Darth Sidious (Palpatine) is zijn Sith-Meester. Darth Maul is de eerste Sith Lord die na een millennium van geheimhouding zich bekend zal maken aan de Siths dodelijke tegenstanders: de Jedi.

## Biografie

### Jong geleerd, oud gedaan
Darth Maul (54 BBY–2 BBY) is een Zabrak die leefde op de planeet Dathomir. Oorspronkelijk komen de Zabraks van de planeet Iridonia. Op Dathomir leeft een kolonie van zijn soort, de Nightbrothers; Darth Maul hoorde hier ook bij. De Nightbrothers worden gedomineerd door de Nightsisters, een soort heksen, die ook op Dathomir leven. Asajj Ventress is ook een lid van de Nightsisters. Darth Maul weet niets meer van zijn verleden omdat hij als klein kind werd meegenomen door Darth Sidious en opgeleid tot een Sith. Vermoedelijk was hij de eerste leerling van Darth Sidious. Van jongs af heeft hij enkel getraind in de gevechtskunsten van de Sith. Darth Maul kent hierdoor enkel haat.
Darth Maul is een uitstekende vechter, een van de weinigen die lichtzwaard Vorm VII heeft weten te beheersen. Darth Mauls stijl bestaat erin om zijn aanvallen te combineren met acrobatische bewegingen, gevechtskunsten en lijf-aan-lijf-gevechtsstijlen. Hij is ook getraind in de Teräs Käsi, een uiterst sterke gevechtsstijl, en Jar'Kai, waarbij men een lichtzwaard in elke hand hanteert. Darth Maul maakte zijn lichtzwaard naar het voorbeeld van Exar Kun, een dubbel lichtzwaard. Een wapen dat weinig tegenstanders verwachtten en kenden, wat ervoor zorgt dat het uiterst moeilijk is om zich ertegen te verdedigen. Dit maakte Darth Maul zonder twijfel een van de sterkste en meest veelzijdige vechters in het heelal.
Darth Maul is ook getraind in mechanica. Zijn probe-droids en zijn speeder heeft hij allemaal zelf ontworpen.
De tatoeages op Darth Mauls lichaam betekenen dat hij een sterke krijger is. Dit is een traditie op Darth Mauls thuisplaneet Dathomir.
Darth Maul heeft voor zijn meester verscheidene aanslagen gepleegd en personen vermoord, waaronder Jedi. Niemand heeft de link kunnen leggen met Darth Maul, omdat niemand van zijn bestaan afwist. Pas na Mauls dood hebben Nute Gunray en Rune Haako tijdens hun proces zijn naam doorgegeven aan de Jedi.

### Episode I: The Phantom Menace
Tijdens de gebeurtenissen van Star Wars: Episode I: The Phantom Menace, de blokkade van de planeet Naboo door de Trade Federation, wordt hij naar Tatooine gestuurd om koningin Padmé Amidala gevangen te nemen en haar Jedi-beschermers Qui-Gon Jinn en Obi-Wan Kenobi uit te schakelen. Nadat Qui-Gon in een gevecht met Maul maar net aan de dood weet te ontsnappen, vluchten de koningin en haar beschermers naar Naboo. Omdat de Sith sinds een millennium niets meer van zich hebben laten zien, zijn de Jedi niet meer gewend aan tegenstanders met lichtzwaarden. Het rapport van Qui-Gon Jinn aan de Jediraad over de aanval op Tatooine wordt dan ook verbaasd ontvangen. Op de planeet Naboo komen de Jedi weer tegenover de Sith Lord te staan. Vervuld van haat gaat Darth Maul het gevecht aan met Qui-Gon Jinn en Obi-Wan Kenobi. Met weinig problemen lukt het hem om beide Jedi af te weren met zijn dubbele lichtzwaard. Hierbij wordt onmiddellijk duidelijk wat een groot vechter hij is. Met wat strategische beslissingen lukt het hem om de meester Qui-Gon Jinn van zijn leerling te scheiden en deze dodelijk te verwonden. Hierdoor wordt hij hoogmoedig, een eigenschap die veel voorkomt bij de Zabrak, en maakt hij Obi-Wan Kenobi woest. Kenobi is zo kwaad dat hij even de bovenhand houdt in het gevecht, maar al snel de controle verliest en door een Kracht-duw aan een richel in een koker komt te hangen en zijn lichtzwaard in de diepte ziet verdwijnen. Door zich te kalmeren en een eenwording met De Kracht lukt het Kenobi om uit zijn hachelijke situatie te raken, het lichtzwaard van Qui-Gon Jinn naar zich toe te roepen en te grijpen en Darth Maul in tweeën te hakken. Het lichaam van Darth Maul valt in twee stukken in de smeltput van Theed en dat is het laatste dat men van hem ziet. De twee opvolgers van Darth Maul zijn Darth Tyranus (Graaf Dooku) en Darth Vader (Anakin Skywalker). Zij zullen zijn Meester verder helpen om de macht te grijpen en de Jedi te verslaan.

### Star Wars: The Clone Wars
Het is ruim tien jaar na Episode I: de Kloonoorlogen zijn begonnen. Op Dathomir zegt Mother Talzin, de leidster van de Nightsisters, tegen Savage Opress, de broer van Darth Maul, dat hij naar Maul moet gaan zoeken omdat hij nog in leven zou zijn en in ballingschap leeft op een planeet ergens in de Outer Rim. Het is niet zeker of dit een leugen is van de heksen van Dathomir. Het zou een kloon van de Sith Lord kunnen zijn of wellicht een geest. Wel is het hoofd van Darth Maul te zien in een bol van the Nightsisters. Deze gebeurtenis is te zien in Star Wars: The Clone Wars, seizoen 3, aflevering 14.
In de finale van seizoen 4 keert Darth Maul toch terug. Maul leeft op een afgelegen planeet en is psychisch in de war. Alleen delen van zijn geheugen zijn nog in goede staat. Darth Maul heeft de dood kunnen overleven door zijn woede en haat voor Obi-Wan Kenobi door de Dark Side. Savage Opress neemt zijn broer mee naar Mother Talzin op Dathomir. Zij gebruikt spreuken om Darth Mauls geheugen weer in goede staat te brengen. Zijn zelf geconstrueerde spinnenpoten worden verwijderd en hij krijgt robotpoten die een meer menselijke vorm hebben. Gedurende het ritueel is Maul niet bij kennis. Talzin laat hem uiteindelijk ontwaken, maar gaat zelf weg.
Darth Maul is tien jaar weggeweest en heeft veel gemist. Savage Opress brengt zijn broer op de hoogte van de gebeurtenissen en vooral van de Kloonoorlogen. Opeens komt een ding heel sterk naar voren bij Maul: zijn dood door Obi-Wan Kenobi. De twee broers richten een bloedbad aan op een planeet met onschuldigen. Dit brengt Mauls rivaal naar hem toe. Darth Maul wil Kenobi niet doden, maar martelen als wraak. Dit wordt voorkomen door niemand minder dan Asajj Ventress. Samen ontsnappen Kenobi en Ventress. Savage wijst op het gevaar dat ze op zich hebben afgeroepen: de hele Jedi-orde zou achter hen aan kunnen komen. Darth Maul hoopt daar alleen maar op: zijn wraak kent geen grenzen. Maul wist dat zijn vroegere meester Darth Sidious beide kanten van de Kloonoorlogen controleert om zo zijn macht te vergroten, en is gefrustreerd dat hij geen rol speelt in deze gebeurtenissen. Hij overtuigt een groep piraten om voor zijn broer en hem te werken. Hierdoor ontstaat een conflict tussen Maul's groep piraten en de oude leider van de piraten Hondo Ohnaka, samen met de piraten die hem trouw zijn gebleven. Met de hulp van Kenobi weet Hondo de verraders te overmeesteren. Kenobi hakt Savage's arm af en Mauls robotbenen raken zwaar beschadigd tijdens een vuurgevecht. Maul en Savage weten nog net te ontsnappen uit hun zwaar beschadigde schip met een ontsnappingscapsule. De terroristische groep Death Watch onder bevel van Pre Visla vinden Maul en Savage buiten bewustzijn drijvend door de ruimte in hun ontsnappingscapsule. Pre Visla neemt de twee Zabrak mee naar zijn planeet en geeft ze medische zorg. Maul komt er later achter dat Pre Visla ook wraak wil nemen op Kenobi en belooft om hem te helpen met het overnemen van de planeet Mandalore. Ze besluiten dat ze hiervoor een groter leger nodig zullen hebben en verenigen de misdaadorganisaties die door de oorlog ruimte hadden gekregen om zich enorm te ontwikkelen. Maul noemt zijn verenigde organisatie Shadow Collective. Maul laat zijn misdaadorganisatie de planeet Mandalore terroriseren zodat Pre Visla en de rest van Death Watch ze kunnen tegenhouden. Door dit te doen denkt het volk dat Death Watch de redders van Mandalore zijn, en Pre Visla kan zonder enige tegenspraak de troon bestijgen. Zodra hij de macht heeft laat hij Maul en Savage opsluiten. Maul ontsnapt echter zonder enige moeite en daagt Visla uit tot een duel. Nadat Maul Visla heeft vermoord benoemt hij zichzelf tot de leider van Death Watch en Mandalore. Achter de schermen regeert hij nu over de planeet. Kenobi probeert zijn vriendin Satine, de hertogin van Mandalore te redden, maar dat mislukt. Maul vermoordt Satine om Kenobi te pijnigen en laat Kenobi vervolgens opsluiten. Darth Sidious besluit dat Maul een te grote bedreiging is geworden voor zijn plannen en reist af naar Mandalore. Daar aangekomen vermoordt hij Savage en overmeestert hij Maul in een lichtzwaardduel. Hij vermoordt Maul niet en vertelt hem dat hij andere plannen voor hem heeft. Hier eindigt het verhaal van Maul in deze serie doordat Star Wars: The Clone Wars geschrapt werd. Enkel werd de serie later hervat en in Seizoen 7 keert hij terug .

### Star Wars: Rebels
Zestien jaar nadat Maul gevangen was genomen door Darth Sidious wordt hij gevonden door de jonge Jedi Ezra Bridger in de catacomben van een eeuwenoude Sith tempel op de planeet Malachor. Maul introduceert zich eerst als Old Master maar later vertelt hij Ezra zijn echte naam. Terwijl de twee de tempel betreden leert Maul Ezra de Duistere Kant van de Kracht te gebruiken om hierdoor zijn kracht te vergroten. In de tempel vinden ze een Sith Holocron die veel geheimen en informatie over de Sith bewaart. Wanneer Maul en Ezra de tempel verlaten zien ze dat Ezra's meester Kanan Jarus en Ahsoka Tano aangevallen worden door drie Inquisitors. Deze Inquisitors jagen op Jedi en zijn getraind in de Duistere Kant door Darth Vader. Met de hulp van Maul zijn ze echter snel verslagen en waarna ze zich terugtrekken. Kanan wil vluchten omdat de Inquisitors waarschijnlijk de hulp van Darth Vader zullen roepen, maar Maul biedt ze een kans om Vader te verslaan door de Sith Holocron samen met de tempel te gebruiken. Maul verraadt Kanan en Ahsoka nadat de Inquisitors zijn vermoord, en verwondt Kanan aan zijn ogen, waardoor Kanan blind wordt. Het plan om Vader te vermoorden mislukt waardoor Ezra en de blinde Kanan moeten vluchten. Ook Maul weet te ontsnappen maar Ahsoka blijft op de planeet achter en wordt dood gewaand door de Jedi.
Maul weet later contact te leggen met de Jedi en haalt Ezra over om zijn Sith Holocron te verbinden met Kanan's Jedi Holocron. Hierdoor zal elke vraag die Ezra en Maul stellen beantwoord worden. Uiteindelijk leert Maul hierdoor de schuilplaats van Obi-Wan Kenobi, die zichzelf nu 'Ben' noemt. Maul reist af naar de planeet Tatooine en zoekt naar Kenobi maar kan hem niet vinden. Door de Kracht te gebruiken laat hij Ezra denken dat Kenobi in gevaar is waardoor Ezra ook naar Tatooine vertrekt. Door Ezra in gevaar te brengen kan Maul Kenobi uit zijn schuilplaats lokken. Kenobi stuurt Ezra weg en het laatste gevecht tussen deze rivalen begint. Dit gevecht is echter snel voorbij doordat Kenobi de stand van zijn oude meester Qui-Gon Jinn aanneemt. Maul reageert hierop en probeert Kenobi opdezelfde manier te vermoorden. Kenobi is hier op voorbereid en weet Maul dodelijk te verwonden. Liggend in de armen van Kenobi vraagt Maul aan hem of hij 'de uitverkorene' bewaakt. Kenobi bevestigt dit waarna Maul zegt dat de uitverkorene hun zal wreken. Na deze woorden te hebben gesproken sterft Maul in Kenobi's armen, terwijl Ezra vertrekt in Mauls schip.

### Karakter
In Episode I is de Sithleerling Darth Maul een mysterieus karakter, die weinig prijsgeeft over zichzelf. Net als Boba Fett heeft hij weinig zinnen in de film.
Tijdens de Clone Wars is zijn karakter totaal veranderd naar iemand die meer prijsgeeft over zichzelf en meer naar de voorgrond komt.